# Ernst Skarstedt
Ernst Teofil Skarstedt, född 14 april 1857 i Solberga socken, Bohuslän, död 15 mars 1929 i Seattle, USA, var en svensk-amerikansk författare och journalist.

## Biografi
Skarstedts föräldrar var professorn Carl Wilhelm Skarstedt och Hedvig Elina Wieselgren. Efter studentexamen i Lund 1877 emigrerade han året därpå till USA. Efter att ha misslyckats med att driva ett jordbruk, blev han mest av en slump journalist och fick anställning 1880 som biträdande redaktör på tidningen Svenska Amerikanaren och 1884 på Svenska Tribunen, som båda utkom i Chicago.
År 1885 flyttade han till staten Washington och blev jordbrukare, men 1888 återgick han till journalistiken och blev 1891 redaktör för tidningen Vestkusten i San Francisco. Därefter blev han ytterligare en tid jordbrukare i Washington. 
Skarstedt har i en mängd skrifter dokumenterat de svenska emigranternas historia och kultur i Nordamerika. År 1914 gav han ut självbiografin Vagabond och redaktör.